# رابرت گراهام
رابرت گراهام (انگلیسی: Robert Graham؛ ۱۹ اوت ۱۹۳۸ – ۲۷ دسامبر ۲۰۰۸) یک مجسمه‌ساز و معمار اهل مکزیک و ایالات متحده آمریکا بود.
او دانش‌آموختهٔ دانشگاه ایالتی سن هوزه و از شاگردان «فردریک اسپـِـرَت» بود. سپس تحصیلات خود را «مؤسسهٔ هنر سان فرانسیسکو» تکمیل کرد.
بیشتر مجسمه‌های برنزی او ادای احترامی به شکل ظاهریِ بدن انسان است و در اماکنِ عمومی، در سرتاسر ایالات متحده آمریکا، به‌چشم می‌خورد.